# Addicció als videojocs
L'addicció als videojocs és l'ànsia mai satisfeta de jugar amb videojocs. És un problema actual de la societat humana. Alguns dels trets que presenten les persones addictes als videojocs en la seva conducta són les següents
- Tolerància (la persona cada vegada passa més temps jugant)
- Abstinència (malestar cada vegada que s'interromp el joc o es té temps sense jugar)
- Jugar per més temps del que es pretenia inicialment
- No poder deixar de jugar
- Invertir massa temps en qüestions relacionades amb els videojocs fins al punt en el qual s'arriba a interferir amb activitats quotidianes
- Deixar de fer altres coses importants per seguir jugant

## Possibles causes
D'acord amb alguns estudis, algunes de les causes per les quals les persones poden caure en aquesta addicció són les següents
- Problemes familiars o socials
- Depressió.
- Els videojocs ofereixen sentits de recompensa en completar certes tasques o objectius.
- Els videojocs presenten escenaris fantasiosos atractius per a persones que busquen evadir la seva realitat.
- Existència de feedback gairebé immediat per les accions realitzades, la qual cosa fan dels videojocs una experiència netament interactiva i agradable per a alguns.
- Els videojocs s'organitzen en nivells de dificultat gradual, la qual cosa comporta al fet que qualsevol persona sigui un jugador potencial, ja que si se li dedica el temps necessari depenent de l'habilitat del jugador, es pot arribar a dominar un o diversos nivells.
- Els nivells i objectius produeixen la sensació de competència, ja que es tracta d'una activitat reforçant i motivada intrínsecament.
- Sensació de domini.
- La relació entre habilitat, dificultat i objectius indueixen a l'absorció de la realitat, per la qual cosa es perd noció del temps que s'inverteix jugant.

## Conseqüències
Les principals conseqüències de l'addicció als videojocs es relacionen a problemes personals com:
- Alteracions de l'estil de vida del subjecte
- Pertorbació de l'organització temporal diària
- Interferència amb altres activitats
- Reducció de les relacions interpersonals
- Problemes i discussions familiars o de parella
- Disminució del rendiment acadèmic o personal
- Abandó d'altres passatemps

L'addicció als videojocs també s'ha associat amb altres patiments físics o trastorns psicològics com: Arxivat 2018-06-20 a Wayback Machine.
- Depressió
- Ansietat
- Canvis d'humor
- Irritabilitat
- Trastorns del somni
- Trastorns alimentosos
- Deshidratació
- Constants maldecaps
- Síndrome del túnel carpià

## Tractament
El tractament pot variar depenent del pacient i la persona encarregada de subministrar aquest tractament, però experts en el tema coincideixen que la teràpia més adequada per obtenir millors resultats és la cognitiu-conductual, on es realitzen exercicis en els quals el pacient adquireix una consciència de la quantitat de temps que passa jugant i la manera en la qual els videojocs han modificat i dominat el seu estil de vida a més d'afectar les seves relacions personals. Aquest tractament es fa amb la finalitat que el pacient pugui regular novament les seves activitats quotidianes sense que l'ús de videojocs interfereixin en ella.
Cal assenyalar que aquesta no és l'única forma en la qual es pot tractar a una persona amb addicció als videojocs. Hi ha un altre mètodes que es poden utilitzar depenent de l'enfocament que se li del problema, verbigràcia; alguns tractaments estan basats en les teràpies que se li donen a les persones addictes a substàncies, uns altres estan basats en els tractaments recomanats per a les persones que passen molt temps en Internet i finalment existeixen tractaments basats en les tècniques utilitzades per tractar a persones addictes als jocs d'atzar.

## Morts relacionades
S'han documentat casos en els quals persones han mort després de passar perllongades hores jugant videojocs. Les principals causes d'aquestes morts són les perllongades hores en dejuni, deshidratació i la falta de somni.
Al febrer de 2007 un home de 26 anys va morir a la Xina després de passar prop de set dies jugant un videojoc en la computadora. Els seus pares van informar que durant els dies que va estar jugant, l'home només prenia petits descansos per anar al bany i dormir un parell d'hores. El subjecte va morir a causa d'un infart i els metges van assenyalar que el sobrepès que tenia també va contribuir possiblement al seu decés.
L'agost del 2005 un jove va morir en circumstàncies similars a Corea del Sud després que passés prop de cinquanta hores seguides jugant World of Warcraft.
El juliol del 2012 un noi de 18 anys va morir a Taiwan a causa d'un infart després d'estar al voltant de quaranta hores seguides jugant Diablo III. Els metges van informar que el seu precari estat de salut, dos dies de dejuni i la deshidratació van contribuir en gran part al seu decés. Al maig d'aquest mateix any, un home de 32 anys anomenat Russell Shirley també va morir després de passar diversos dies jugant de manera seguida al mateix videojoc.
El gener del 2015 un home de 32 anys va ser oposat mort en un cafè internet de Taiwan després que passés prop de tres dies seguits jugant un videojoc en línia.

## Controvèrsies
Actualment existeix una controvèrsia entre els especialistes que apliquen el terme de "addicció" a l'ús excessiu de videojocs i especialistes que estan en contra de l'aplicació de dita acabo a aquesta conducta. El principal argument que ofereixen en contra de l'aplicació d'est acabo és que els resultats obtinguts en els estudis realitzats sobre l'addicció als videojocs són qüestionables. Una raó per la qual qüestionen la validesa d'aquests estudis és que la majoria estan basats en enquestes el valor de les quals és predictiu. Una altra raó és que els resultats obtinguts eren subjectes a la interpretació de la persona encarregada de dur a terme aquest estudi i que les interpretacions difereixen molt un de l'altra. També qüestionen el reduït nombre d'estudis que se centren principalment en aquest tema per poder obtenir resultats conclusius.
En 1993 Paul Rozin, un professor en psicologia de la Universitat de Pennsilvània, va dur a terme un estudi en el qual va avaluar el potencial addictiu dels videojocs en comparació amb altres substàncies i activitats potencialment addictives. Rozin va concloure que els videojocs eren l'activitat menys addictiva darrere dels jocs d'atzar.
Al maig de 2013, l'Associació Americana de Psicologia (American Psychiatric Association o APA) va proposar la inclusió de l'addicció als videojocs en el Manual de Diagnòstics i Estadístiques per Trastorns Mentals, però finalment va concloure que no hi havia evidència suficient per determinar que oficialment l'addicció als videojocs era un trastorn mental.